# اوویایی غربی
اوویایی غربی (همچنین اوویایی یا فاگا اوویا؛ در زبان عامیانه) یکی از زبان‌های دورافتاده پلی‌نزیایی است که در جزیره اوویا ، در جزایر لویالتی در کالدونیای جدید، و در پایتخت نومئا به آن صحبت می‌شود.

## منبع
- مشارکت‌کنندگان ویکی‌پدیا. «The Great Debaters». در دانشنامهٔ ویکی‌پدیای انگلیسی، بازبینی‌شده در ۳۰ ژانویه ۲۰۲۳.

1. ↑  Ozanne-Rivierre, Françoise (1994). "Iaai loanwords and phonemic changes in Fagauvea".  In Tom Dutton; Darrell T. Tryon (eds.). Language Contact and Change in the Austronesian World. Mouton De Gruyter. pp. 523–550. doi:10.1515/9783110883091.523. ISBN 978-3-11-012786-7.